# Arthur Manuel
Arthur Manuel (1951-11 de enero de 2017) fue un indígena líder político de las Naciones Originarias de Canadá.

## Datos biográficos
Era hijo de Marceline Paul de la nación Ktunaxa y del líder político George Manuel de la nación Shuswap, teórico de la concepción del "Cuarto Mundo", aplicada a los pueblos indígenas. Arthur nació en medio de la lucha indígena y fue parte de una familia de activistas. En los años 70, fue presidente de la Asociación Nacional de la Juventud Nativa. Creció en la Reserva Neskonlith en el interior de la Columbia Británica. Estudió en los internados de Kamloops (Kamloops BC), St Eugene (Cranbrook BC) y St. Mary's (Misión BC), la Universidad Concordia de Montreal y la Escuela de Derecho Osgoode Hall, de la Universidad de York, en Toronto. Fue padre de cinco hijos.

## Activismo
Fue cuatro veces escogido jefe de su comunidad indígena entre 1995 y 2003. Fue tres veces elegido presidente del Consejo Tribal de la Nación Shuswap (1997-2003). Durante este período, sirvió como portavoz de la Alianza Interior de los Indígenas de Columbia Británica y estuvo a la vanguardia del frente por el aprovechamiento forestal indígena. También copresidió el Comité Estratégico de Implementación del Delgamuukw, de la Asamblea de Primeras Naciones (DISC), con el objetivo de desarrollar una estrategia nacional para obligar al gobierno federal a respetar la decisión histórica del Tribunal Supremo sobre títulos y derechos aborígenes.
En la escena internacional, Arthur Manuel participó en el Foro Permanente para las Cuestiones Indígenas de la ONU desde su creación en 2002. Sirvió como presidente del caucus indígena global y copresidente del caucus norteamericano Foro. Habló en numerosas conferencias sobre las violaciones de los derechos humanos cometidas contra los Pueblos Indígenas.
Desde 2003, ha servido como portavoz de la Red Indígena de Economía y Comercio (INET), una red de naciones indígenas que trabajan a nivel internacional para lograr el reconocimiento de los título de propiedad colectiva de los pueblos y comunidades indígenas y los derechos aborígenes. Trabajando a través de INET, Manuel logró que la lucha por el título aborigen y los derechos de los tratados se inyectara en las instituciones financieras internacionales. Tres de los escritos amicus curiae de INET fueron aceptados por la Organización Mundial del Comercio y uno por el Tratado de Libre Comercio de América del Norte, demostrando cómo el fracaso de Canadá para reconocer y compensar a los aborígenes por la madera extraída de sus tierras tradicionales era una forma de subsidio a la industria maderera. Estas sentencias han establecido precedentes importantes para el reconocimiento de los títulos y los derechos aborígenes en Canadá.

### Principales escritos
- 2015. Unsettling Canada, A National Wake Up Call (con Donald Derrickson). Between the Lines.
- 2015. "Indigenous Rights and Anti-colonial Struggle in Canada"; en: Canada After Harper.  Lorimer Books.
- 2006. "Indigenous brief to WTO: How the denial of Aboriginal title serves as an illegal export subsidy"; en: Paradigm Wars. Sierra Club Books.
- 2005. "Indigenous peoples at the margins of the global economy: A violation of international human rights and international trade law" (con Nicole Schabus). Chapman Law Review 8: 229.
- 2003. "'Aboriginal Rights on the Ground: Making Section 35 Meaningful"; en: A Box of Treasures or Empty Box? Twenty years of  Section 35.  Theytus Books Ltd.